# سازمان نامتمرکز خودگردان
سازمان نامتمرکز خودگردان (سنخ) (به انگلیسی:decentralized autonomous organization (DAO)) به سازمانی گفته می‌شود که توسط قوانینِ تعبیه شده درون برنامه‌های کامپیوتری اداره می‌شود. به این برنامه‌ها قرارداد هوشمند گفته می‌شود.
تراکنش‌های مالی سنخ، در یک زنجیره‌بلوک ذخیره و نگهداری می‌شوند.
سنخ‌ها نوعی شرکت با مسئولیت محدود (ابرشرکت) (به انگلیسی: Corporation) هستند و در زبان انگلیسی ملقب به decentralized autonomous corporation.
شناخته‌شده‌ترین سنخ The DAO است که در سال ۱۳۹۵ با سرمایه‌ی اولیه‌ی ۱۵۰ میلیون دلار آمریکا پایگذاری شد.